# Rainer Buchert
Rainer Buchert (* 31. August 1947) ist Rechtsanwalt in Frankfurt am Main und Ombudsmann gegen Korruption. Er war von 1993 bis 1999 Polizeipräsident von Stadt und Kreis Offenbach am Main.

## Leben
Rainer Buchert studierte von 1968 bis 1973 Rechts- und Staatswissenschaften an der J. W. Goethe-Universität Frankfurt am Main und promovierte 1975 mit einer von der Polizeiführungsakademie Hiltrup besonders ausgezeichneten Arbeit bei Friedrich Geerds.
Von 1977 bis 1991 war er in verschiedenen leitenden Funktionen im Bundeskriminalamt (BKA) Wiesbaden tätig, zuletzt als Kriminaldirektor. Dem schloss sich eine zweijährige Arbeit als Landeskriminaldirektor und Leiter der Kriminalpolizei in Sachsen-Anhalt an. Anschließend wurde Buchert zum Polizeipräsidenten von Stadt und Kreis Offenbach berufen.
1999 lehnte er das ihm angetragene Amt des Polizeivizepräsidenten in Berlin ab und gründete in Frankfurt am Main eine auf Wirtschaftsstrafrecht  und Compliance spezialisierte Anwaltskanzlei, in der heute vier Anwälte und zwei Of Counsels tätig sind. Rainer Buchert ist von zahlreichen Unternehmen als Ombudsmann gegen Korruption mandatiert.  Er ist zertifizierter EU-Datenschutzbeauftragter und nebenberuflich Dozent an der Frankfurt School of Finance & Management.

## Schriften
- Praxisbericht zu Christoph H. Niehus „Korruption und Unternehmensführung“ in Institutionelle und Evolutorische Ökonomik, Band 30, Metropolis Verlag, Marburg 2007, ISBN 978-3-89518-578-6
- Der externe Ombudsmann – Ein Erfahrungsbericht, Corporate Compliance Zeitschrift CCZ 04/2008
- Transparenz ist der Anfang – Wirtschaftskriminalität wirksam bekämpfen in Corporate Transparency, Verlag Frankfurt Allgemeine Buch 2009, ISBN 978-3-89981-210-7